# دهستان سهرورد
سهرورد،شهری است از توابع بخش مرکزی شهرستان خدابنده در استان زنجان ایران.

## جمعیت
براساس سرشماری سال ۱۳۸۵ جمعیت آن ۶٬۳۱۷ نفر (۱٬۴۷۲ خانوار) بوده‌است.